# Wolfgang Hebert
Wolfgang Hebert (* 1962 in Hamburg) ist ein deutscher Bildhauer und Grafiker.

## Leben
Hebert studierte von 1989 bis 1998 Architektur in Hamburg.  Seit 1993 lebt und arbeitet er in Hamburg und im Wendland. Er nimmt seit 1986 jährlich an der kulturellen Landpartie im Wendland teil.
Im Jahr 2000 wurde Wolfgang Hebert für sein Künstlerbuch „Die Ebene bei Shmany“ zu dem gleichnamigen Gedicht von Johannes Bobrowski der Kunstpreis des Neuen Kunsthauses Ahrenshoop verliehen. Seit 2010 ist Wolfgang Hebert Mitglied der Künstlergruppe BOOK-FACE.

## Werk
In Wolfgang Heberts Œuvre finden sich Skulpturen, Künstlerbücher, Zeichnungen, Holzschnitte, Installationen, Objekte und Kleinplastiken unterschiedlicher Materialität. Als Bildhauer arbeitet er fast ausschließlich mit Eichenholz. Er bezeichnet seine Arbeiten als kantig, abstrakt und kraftvoll. „Auch wenn er sich den Abstraktionen des menschlichen Körpers widmet, bleibt der Einfluss der Architektur auf seine künstlerische Ausdrucksweise noch ablesbar.“
2002 entstand unter der Leitung von Wolfgang Hebert das Bühnenbild zu der Performance-Aktion Traumhochzeit E 44 von HAJUSOM.
Werke Wolfgang Heberts befinden sich in privaten und öffentlichen Sammlungen.
Unter anderem:
- Germanisches Nationalmuseum Nürnberg
- Herzog-August-Bibliothek Wolfenbüttel
- Sammlung der Ernst Moritz-Arndt-Universität Greifswald

## Ausstellungen (Auswahl)
- 1994 im Wind, Landschaftskunstaktion, Ahrenshoop (k)
- 1995 Über die Liebe, Kröte/Wendland (k)
- 1996 Uraltes Wehn vom Meer, Neues Kunsthaus Ahrenshoop[9]
- 1999 Nord-Norges-Kunstsentrum Svolvaer/Norwegen (k)[10]
- 2000 Mönchehaus-Museum für moderne Kunst, Goslar[11]
- 2001 Deutsch-Russisches Haus, Kaliningrad / Russland[11]
- 2001 Kleipedos-Galerie/ Simon-Dach-Haus Kleipeda / Litauen (k)[11]
- 2002 Pommersches Landesmuseum Greifswald (k)[10]
- 2003 Perfect Day oder Tage ohne Namen (mit Iris Thürmer) Neues Kunsthaus Ahrenshoop[7]
- 2003 Kunstmuseum Ystad/Schweden[11]
- 2005 VIII. Grafik-Biennale Staatsgalerie Kaliningrad[10]
- 2005 Kanzlei Heßler Mosebach, Rostock (k)[11]
- 2009 NES Artist Residency Skagaströnd/Island (k)[11]
- 2011 Herzog-August-Bibliothek Wolfenbüttel[11]
- 2011 Pro arte Ulmer-Kunststiftung[12]
- 2012 Köppenhaus Greifswald[5]
- 2015 Klingspor Museum Offenbach[13]
- 2018 Kunstverein Uelzen[14]
- 2019 Kunstverein Stade
- 2022 Skulpturengarten Damnatz
- 2023–2025 Neues Kunsthaus Ahrenshoop
- 2024 Neues Kunsthaus Ahrenshoop[15]